# Slave
Slave är tredje spåret på Rolling Stones album Tattoo You, släppt 24 augusti 1981. Den bluesinfluerade rocklåten skrevs av Mick Jagger och Keith Richards och spelades in i januari - februari 1975 och i juni 1981.
Texten är, för att vara en Rolling Stones-låt, kort. Låten är i huvudsak instrumental. Sonny Rollins levererar här ett saxofonsolo och Keith Richards gör dito med elgitarr.
"Hey, why don't you go down to the supermarket / Get something to eat, steal something of the shelves / Pass by the liquor store / Be back about quarter to twelve" ("Öh, varför går du inte ner till stormarknaden / Skaffa något att äta, sno något från hyllorna / Titta förbi systembolaget / Var tillbaka omkring kvart i tolv"), lyder några strofer på den sex minuter och 32 sekunder långa låten. Refrängen lyder: "Don't wanna be your slave" ("Vill inte vara din slav").

## Medverkande musiker
- Mick Jagger - sång
- Keith Richards - elgitarr
- Charlie Watts - trummor
- Bill Wyman - elbas
- Billy Preston - orgel
- Sonny Rollins - saxofon
- Mick Jagger och Pete Townshend - bakgrundssång